# Тарлау (Кукморский район)
Тарлау — деревня в Кукморском районе Татарстана. Относится к Ядыгерьскому сельскому поселению.
Расположена на правом берегу реки Иныш в 23 км к северо-западу от Кукмора, в 10 км к северо-востоку от Шемордана и в 100 км к северо-востоку от Казани.
Через деревню проходит автодорога Кукмор — Шемордан — Богатые Сабы — Казань.

## Название
Название произошло от тат. тарлау — пашня, участок поля, пастбище.